# رایان لافت
رایان لافت (انگلیسی: Ryan Loft؛ زادهٔ ۱۴ سپتامبر ۱۹۹۷) بازیکن فوتبال اهل بریتانیا است.
از باشگاه‌هایی که در آن بازی کرده‌است می‌توان به باشگاه فوتبال کارلایل یونایتد و باشگاه فوتبال لستر سیتی اشاره کرد.